# Coccoloba tenuiflora
Coccoloba tenuiflora är en slideväxtart som beskrevs av Gustav Lindau. Coccoloba tenuiflora ingår i släktet Coccoloba och familjen slideväxter. Inga underarter finns listade i Catalogue of Life.